# Pegomya provecta
Pegomya provecta är en tvåvingeart som först beskrevs av Villeneuve 1923.  Pegomya provecta ingår i släktet Pegomya och familjen blomsterflugor. Arten har ej påträffats i Sverige. Inga underarter finns listade i Catalogue of Life.